# Kattuputhur
Kattuputhur é uma panchayat (vila) no distrito de Tiruchirappalli, no estado indiano de Tamil Nadu.

## Demografia
Segundo o censo de 2001,  Kattuputhur  tinha uma população de 11,115 habitantes. Os indivíduos do sexo masculino constituem 50% da população e os do sexo feminino 50%. Kattuputhur tem uma taxa de literacia de 70%, superior à média nacional de 59.5%: a literacia no sexo masculino é de 79% e no sexo feminino é de 60%. Em Kattuputhur, 10% da população está abaixo dos 6 anos de idade.